# Walerij Kipiełow

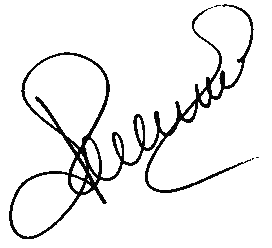
Autograf

Walerij Kipiełow, (ros. Валерий Александрович Кипелов, ur. 12 lipca 1958), rosyjski wokalista, współtwórca i lider zespołów Arija i Kipiełow.